# Rüte
Rüte is een plaats en voormalige gemeente in het Zwitserse kanton Appenzell Innerrhoden.
Rüte telt 3.435 inwoners. Op 1 mei 2022 fuseerde Rüte met Schwende tot de gemeente Schwende-Rüte.
- Gemeinsame Normdatei: 4817431-2
- Historisch woordenboek van Zwitserland: 001315
- Virtual International Authority File: 139835241